# لانتانا شبكية
لانتانا شبكية (الاسم العلمي: Lantana reticulata) هي نوع نباتي يتبع جنس اللانتانا من فصيلة اللويزية.